# Orden del Amaranto

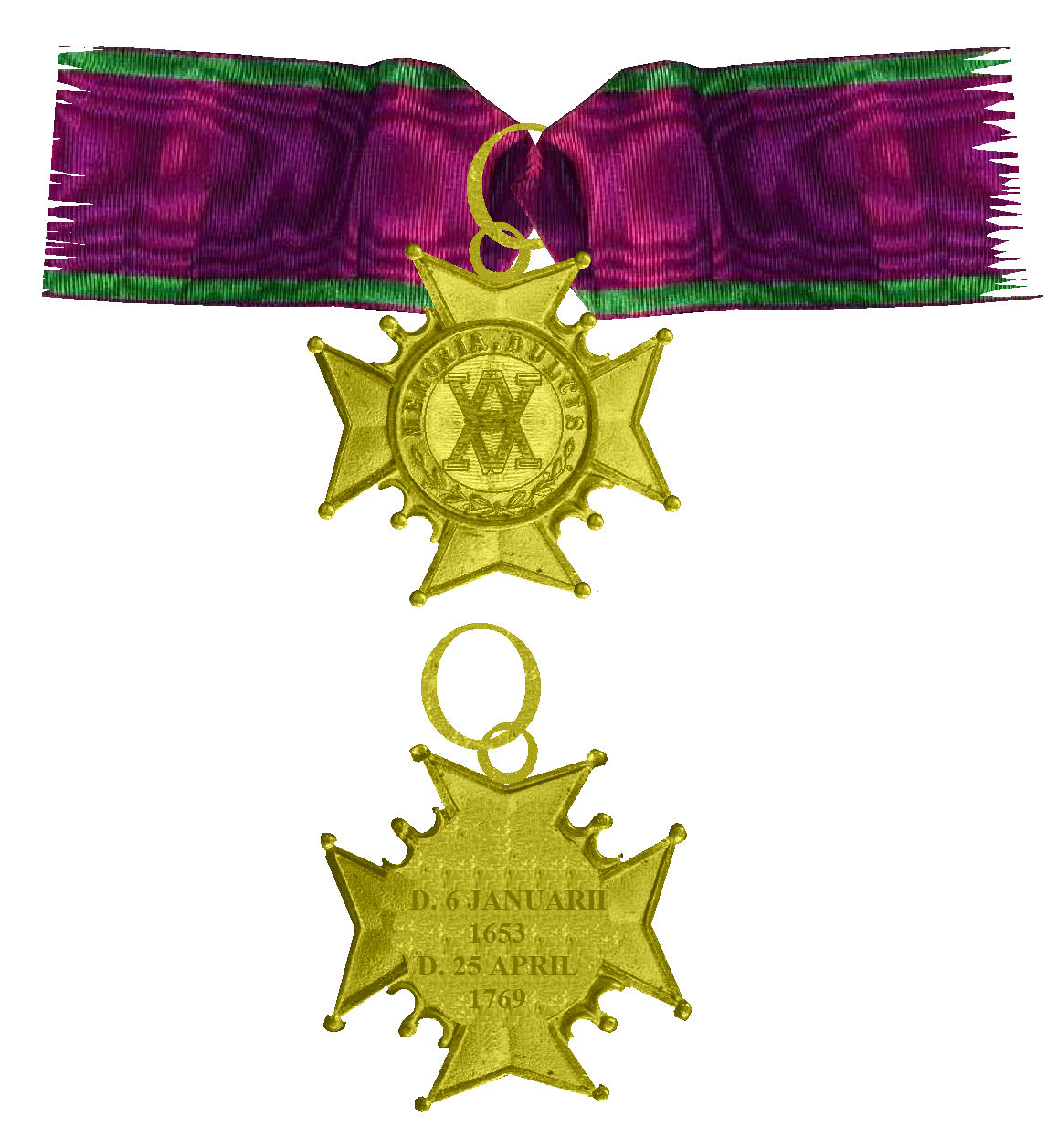
Insignia de la orden

La orden del amaranto fue una institución de caballería fundada por la reina Cristina de Suecia. 
Queriendo perpetuar la memoria del triunfo de la creencia ortodoxa sobre la de los luteranos, instituyó esta orden en 1653 concediendo su collar a varios caballeros y a varias damas de su corte que abandonaron las doctrinas de Lutero.
La divisa de esta orden consistía en una joya de diamantes con dos aes de oro contrapuestas dentro de una corona de laurel atada con una cinta blanca, en la que estaba bordado en oro el epígrafe «Dolce nella memoria».
Poco tiempo después de su institución, la orden fue olvidada por su propia fundadora, y se extinguió en 1656.